# Міхейлешть (Бузеу)
Міхейлешть, Міхейлешті (рум. Mihăilești) — село у повіті Бузеу в Румунії. Адміністративний центр комуни Міхейлешть.
Село розташоване на відстані 70 км на північний схід від Бухареста, 28 км на південний захід від Бузеу, 120 км на південний захід від Галаца, 117 км на південний схід від Брашова.

## Населення
За даними перепису населення 2002 року у селі проживали 623 особи, усі — румуни. Усі жителі села рідною мовою назвали румунську.